# Möklinta
För andra betydelser, se Möklinta (olika betydelser).
Möklinta uttal (fil) är en tätort i Möklinta distrikt i Sala kommun och kyrkbyn i Möklinta socken i Västmanland, belägen drygt 20 kilometer norr om tätorten Sala och cirka 10 kilometer söder om Bysjön (Dalälven). Sydväst om orten ligger sjön Storsjön.

## Samhället
Orten har många bevarade äldre byggnader.[källa behövs]

## Befolkningsutveckling
| Befolkningsutvecklingen i Möklinta 1960–2020 | Befolkningsutvecklingen i Möklinta 1960–2020 | Befolkningsutvecklingen i Möklinta 1960–2020 | Befolkningsutvecklingen i Möklinta 1960–2020 | Befolkningsutvecklingen i Möklinta 1960–2020 |
| -------------------------------------------- | -------------------------------------------- | -------------------------------------------- | -------------------------------------------- | -------------------------------------------- |
|                                              |                                              |                                              |                                              |                                              |
| År                                           |                                              |                                              | Folkmängd                                    | Areal (ha)                                   |
| 1960                                         | 1960                                         |                                              | 396                                          |                                              |
| 1965                                         | 1965                                         |                                              | 386                                          |                                              |
| 1970                                         | 1970                                         |                                              | 434                                          |                                              |
| 1975                                         | 1975                                         |                                              | 395                                          |                                              |
| 1980                                         | 1980                                         |                                              | 409                                          |                                              |
| 1990                                         | 1990                                         |                                              | 429                                          | 97                                           |
| 1995                                         | 1995                                         |                                              | 412                                          | 97                                           |
| 2000                                         | 2000                                         |                                              | 394                                          | 97                                           |
| 2005                                         | 2005                                         |                                              | 377                                          | 99                                           |
| 2010                                         | 2010                                         |                                              | 358                                          | 99                                           |
| 2015                                         | 2015                                         |                                              | 327                                          | 86                                           |
| 2020                                         | 2020                                         |                                              | 310                                          | 86                                           |
|                                              |                                              |                                              |                                              |                                              |

## Näringsliv
Bokförlaget Gidlunds har sitt säte i Möklinta.

## Evenemang
I Möklinta arrangerades under många år Möklintaveckan, från 1989 och fram till mitten av 2010-talet. I orten förekommer bland annat tävlande i yxkastning och det har slagits världsrekord i vedtravning.

## Födda i Möklinta
- Ove Lundell
- Carl Magnus Wrangel
- Carola Gunnarsson